# Ola Elvestuen
Ola Elvestuen, født 9. oktober 1967 i Vestre Toten, er en norsk politiker og Stortingsrepresentant for Venstre.  Han var fra januar 2018 til januar 2020 Norsk klima- og miljøminister i Regeringen Solberg. Han har været næstformand i Venstre siden 2008 og valgt til Stortinget fra Oslo siden 2013, efter at have været en erstatning for byrådet siden 2001.

## Eksterne links
- Wikimedia Commons har flere filer relateret til Ola Elvestuen